# Thomas Morgenstern
Thomas Morgenstern (* 30. října 1986 Spittal an der Drau) je bývalý rakouský skokan na lyžích.

## Sportovní kariéra
Je olympijským vítězem skoku na velkém můstku z Turína 2006, a to v jednotlivcích i družstvech, držitelem čtyř zlatých medailí z mistrovství světa jako člen rakouského družstva a jedné bronzové individuální. Dvě bronzové, jednu jako člen družstva, má i z mistrovství světa v letech. V sezóně 2007/08 vyhrál SP celkově a v další sezóně se umístil ve SP na 7. místě s 795 body. Na olympijských hrách ve Vancouveru v roce 2010 získal zlatou medaili za závod družstev na velkém můstku a v individuálním závodě obsadil na středním můstku 9. místo, na velkém můstku se zlepšil o 4. místa a obsadil 5. pozici.
Během tréninku v Alpách v lednu 2014 utrpěl vážný úraz hlavy a byl hospitalizován v salcburské nemocnici. Měsíc před tím utrpěl na závodech Světového poháru zlomeninu malíčku na ruce. Kvůli pádu v Kulmu nakonec ukončil kariéru